# Master of Reality
Master of Reality е трети студиен албум на британската хевиметъл група Black Sabbath, издаден през 1971 г. Продуцент на албума е Роджър Бейн.
На този албум Тони Айоми настройва китарата си с три полу-тона на долу (или С#), за да намали напрежението върху струните и така да свири по-лесно с наранените си пръсти. Това довежда до един по-нисък и „тежък“ звук, който става запазена марка на албума.
В песните се пее за наркотици, усамотение, война и теология. After Forever е написана от Айоми (това е първата песен, която е написана изцяло от китариста).
В американското издание няколко от песните получават подзаглавия и така изглежда, че в албума има повече парчета от колкото са всъщност: кодата на Children of the Grave получава заглавието The Haunting, интрото към Lord of This World -Step Up, а интрото на Into the Void – Deathmask. (Подзаглавия в американските издания получават и някои от парчетата от първите два албума на групата). Освен това албумът е озаглавен погрешно Masters of Reality. Следващите издания премахват грешките.
Във Великобритания албумът достига 5-о място, а в класацията на Билборд 8-о. През 2003 г. албумът се класира на 298-о място в класацията на списание Rolling Stone „500-те най-велики албума на всички времена“.

## Песни
Всички песни са написани от Озбърн, Айоми, Уорд и Бътлър.
| Master of Reality | Master of Reality     | Master of Reality | Master of Reality | Master of Reality | Master of Reality | Master of Reality | Master of Reality | Master of Reality | Master of Reality |
| №                 | Име                   | Време             |                   |                   |                   |                   |                   |                   |                   |
| ----------------- | --------------------- | ----------------- | ----------------- | ----------------- | ----------------- | ----------------- | ----------------- | ----------------- | ----------------- |
| 1.                | Sweet Leaf            | 5:05              |                   |                   |                   |                   |                   |                   |                   |
| 2.                | After Forever         | 5:27              |                   |                   |                   |                   |                   |                   |                   |
| 3.                | Embryo (инструментал) | 0:28              |                   |                   |                   |                   |                   |                   |                   |
| 4.                | Children of the Grave | 5:18              |                   |                   |                   |                   |                   |                   |                   |
| 5.                | Orchid (инструментал) | 1:31              |                   |                   |                   |                   |                   |                   |                   |
| 6.                | Lord of This World    | 5:27              |                   |                   |                   |                   |                   |                   |                   |
| 7.                | Solitude              | 5:02              |                   |                   |                   |                   |                   |                   |                   |
| 8.                | Into the Void         | 6:13              |                   |                   |                   |                   |                   |                   |                   |
| 34:29             |                       |                   |                   |                   |                   |                   |                   |                   |                   |

## Състав
- Ози Озбърн – вокали
- Тони Айоми – китара, флейта, пиано
- Гийзър Бътлър – бас
- Бил Уорд – барабани, беквокали